# 住吉津
住吉津（すみのえのつ）は、古代日本に存在した港である。

## 概要
上町台地の南西端、現在の大阪府大阪市住吉区を西流する細江川（通称・細井川）の河口に形成されていた住吉の細江と呼ばれる入江にあった。
「住吉」は平安時代頃まで「すみのえ」と呼ばれており、「墨江」「清江」とも表記された。「住吉」表記の初見は『日本書紀』神功皇后摂政元年条で忍熊皇子（応神天皇の異母兄）が駐屯したという記事であり、『風土記』逸文によれば、神功皇后による住吉大神鎮座地選定の際の「真住み吉し、住吉の国」の逸話が「住吉」表記の由来と言われている。
「住吉津」の初見は同じく『日本書紀』雄略天皇14年正月春条で、呉に派遣されていた身狭村主青が住吉津に呉の使者を連れて帰って来ている。上町台地の北西にあった難波津に対して、住吉津は河内・大和方面へのアクセスの良さで優位にあった。
遣隋使や遣唐使は、住吉大社で住吉大神に祈りを捧げた後、住吉津から出発し、難波津を経由して現在で言うところの瀬戸内海（瀬戸内海の概念が生まれたのは明治期である）を九州へ向かった。
おとぎ話の「一寸法師」は、住吉の細江から出発し、住之江の海（現在で言うところの大阪湾）に出た後、淀川を上り、京都へ向かう話である。
おとぎ話の「浦島太郎」も、万葉集の万葉集巻九による話中においての一文や、住吉明神、塩土老翁、浦島太郎の関係からも、浦島太郎の舞台での候補として挙げられている。